# Касем Солеймани
Касем Солеймани (на персийски: قاسم سلیمانی) е ирански генерал от Революционната гвардия, а от 1998 г. до смъртта си – командир на силите „Годс“, предназначени за провеждането на спецоперации отвъд границите на Иран.
Солеймани започва военната си кариера в зората на Ирано-иракската война през 1980-те години. По-късно поема командването над 41-ва дивизия. След това започва да участва в задгранични операции, предоставяйки военна помощ на Хизбула в Ливан. През 2012 г. Солеймани спомага за укрепването на правителството на Башар Асад, което е ключов съюзник на Иран по време на Гражданската война в Сирия и помага с планирането на руската военна интервенция в Сирия. Той командва комбинираните сили на иракското правителство и шиитското опълчение в настъплението срещу териториите под контрола на ИДИЛ през 2014 – 2015 г. Солеймани е един от първите поддръжници на кюрдските сили в конфликта, снабдявайки ги с оръжия.
Солеймани е убит от въздушен удар, нареден от Пентагона на САЩ, на 3 януари 2020 г. в Багдад. Военната операция е одобрена от американския президент Доналд Тръмп под предлог, че генералът представлява „непосредствена заплаха“ за американците. Въпреки това, операцията не получава одобрението нито на американския Конгрес, нито от правителството на Ирак, което разпалва противоречия относно законността на убиването на генерала в иракското въздушно пространство.

## Ранен живот
Солеймани е роден на 11 март 1957 г. в селото Ганат-е Малек в остан Керман. След като завършва началното си образование, се премества в град Керман, където работи като строителен работник, облекчавайки финансово земеделските дългове на баща си. През 1975 г. започва да работи за водоснабдяващата компания в Керман. Когато не е на работа, той прекарва свободното си време във фитнеса или присъствайки на проповедите на Ходжат Камяб, радикален ислямистки проповедник и протеже на Али Хаменеи, който го подтиква към революционна дейност.

## Военна кариера
Солеймани се присъединява към Революционната гвардия на Иран през 1979 г. след Иранската революция. Обучението му е минимално, но той се изкачва бързо в йерархията. В началото на военната си служба той е стациониран в северозападната част на Иран и участва в потушаването на кюрдско сепаратистко въстание в провинция Западен Азербайджан.
На 22 септември 1980 г., когато Садам Хюсеин напада Иран и разпалва Ирано-иракската война, Солеймани служи като командир на рота, съставена от войници от Керман, които той вербува и обучава. Той бързо спечелва репутация за смелостта си и се издига, благодарение на ролята си в успешните операции за връщането на окупираните от Ирак земи, като накрая става командир на 41-ва дивизия, докато все още няма 30 години. По време на войната е стациониран на южния фронт, където е тежко ранен. Той участва и в организирането и воденето на нередовни войски на иракска територия. Именно по това време Солеймани установява връзка с кюрдските водачи в Ирак и шиитската организация Бадра, които са противници на режима на Садам Хюсеин. На 17 юли 1985 г. Солеймани се противопоставя на плана на командването на Революционната гвардия за изпращане на войски на два острова в река Шат ал-Араб.
След войната той служи в остан Керман. През тази област, намираща се относително близко до Афганистан, пътува афганистанският опиум по пътя си към Турция и Европа. Военният опит на Солеймани му спечелва репутацията на успешен борец срещу трафика на наркотици.
По време на студентския бунт в Техеран през 1999 г., Солеймани е един от офицерите на Революционната гвардия, които се подписват в писмо към президента Мохамад Хатами. Писмото гласи, че ако Хатами не потуши студентския бунт, военните ще го направят и могат също да предприемат преврат срещу Хатами.

### Сили „Годс“
Точната дата на назначаването на Солеймани като командира на силите „Годс“ не е известна, но това вероятно е станало между септември 1997 г. и март 1998 г. Той се счита за един от възможните наследници за поста командир на Революционната гвардия, когато генерал Яхя Рахим Сафави освобождава длъжността през 2007 г.
След атентатите от 11 септември 2001 г., висшият служител на Държавния департамент на САЩ Раян Крокър заминава за Женева, за да се срещне с ирански дипломати, които са под заповедите на Солеймани да сътрудничат със САЩ за унищожаването на талибаните. Това сътрудничество е от ключово значение при определянето на мишените за бомбардиране в Афганистан и при залавянето на членове на Ал-Каида. То приключва внезапно през януари 2002 г., когато американският президент Джордж Уокър Буш определя Иран като част от „Оста на злото“.
Солеймани затвърждава взаимоотношенията между силите „Годс“ и Хизбула, поддържайки последните като изпраща агенти за връщането на южните части на Ливан.. В интервю от октомври 2019 г. заявява, че е бил в Ливан по време на Израелско-ливанската война, надзиравайки конфликта.
На 24 януари 2011 г. Солеймани е повишен на генерал-майор от Али Хаменеи. Хаменеи има близки отношения със Солеймани, подпомагайки го финансово. Според някои бивши агенти на ЦРУ, Солеймани е най-влиятелната фигура в Близкия Изток и основният военен стратег в усилията на Иран за борба срещу западните влияния и за разпространение на шиитското и иранското влияние в региона.

### Гражданската война в Сирия
Солеймани е един от най-верните поддръжници на правителството на Башар Асад в Гражданската война в Сирия. В края на 2012 г. Солеймани поема контрол над иранските сили във войната, тъй като иранците започват все повече да се опасяват относно неспособността на правителството на Асад да води война срещу опозицията и разрастването на ИДИЛ. Той координира военните действия от Дамаск. Той помага за установяването на Националните отбранителни сили на Сирия през 2013 г., чрез което се формализира коалицията на групировките подкрепящи Асад. В Сирия, Солеймани е почитан за стратегията си, която помага на Асад да изтласка бунтовническите сили и да се върнат обратно окупираните градове. Той участва в подготовката на про-правителствени партизани и в координацията на военната офанзива.
През 2015 г. Солеймани започва да трупа подкрепа от различни места, за да се сражава с отново надигащите се сили на ИДИЛ, които завземат големи участъци от сирийска земя. Той е един от главните архитекти на интервенцията на Русия във войната. Той предприема първата стъпка към коалицията между Русия, Сирия, Иран, Ирак и Хизбула по време на визита в Москва
Солеймани играе решаваща роля, довела до силно настъпление южно от Алепо. По време на настъплението към града от север през февруари 2016 г., иранските войници изиграват ключова роля.
Ролята на генерала във войната на Ирак срещу ИДИЛ е не по-малка важна. Той организира заедно кюрдски и шиитски сили срещу Ислямска държава. Именно те изтласкват силите на ИДИЛ от провинция Дияла през ноември 2014 г. През март 2015 г. Солеймани има водеща роля в организирането и планирането на втората обсада на Тикрит, който е от особено стратегическо значение във войната.

## Смърт
Солеймани е убит на 3 януари 2020 г. около 1 часа сутринта местно време вследствие ракетен удар от американски дрон, който се прицелва в колата му близо до Международно летище Багдад. По това време той се връща от самолетен полет. Трупът му е идентифициран чрез пръстен, който носи на пръста си. В удара са убити и четири члена на Силите на народната мобилизация, сред които и военачалника Абу Махди ал-Мухандис.
Солеймани посмъртно е повишен на генерал-лейтенант и е обявен за мъченик. Командването на силите „Годс“ е поето от Есмаил Гаани.
Департаментът на отбраната на САЩ издава заявление, че американския удар е нанесен по заповед на президента, споменавайки, че Солеймани е планирал нападения срещу американски дипломати и военни лица и е одобрил атаки срещу американското посолство в Багдад в отговор на американските въздушни удари в Ирак и Сирия от 29 декември 2019 г. Целта на убийството е било да се спрат възможни бъдещи атаки.
На 6 януари тялото на Солеймани и други жертви пристигат в Техеран, където огромни тълпи излизат на улиците. Али Хаменеи, които приживе има близки отношения със Солеймани, изрича през сълзи традиционната ислямска молитва за мъртвите. Наследникът на генерала, Есмаил Гаани, обещава да отмъсти за смъртта му.
Солеймани има двама сина и две дъщери.